# Üzümlü
Üzümlü (Cîmîn en kurde et Cimıne en zazaki) est une ville et un district de la province d'Erzincan dans la région de l'Anatolie orientale en Turquie.